# GOLDEN☆BEST 本田美奈子
『GOLDEN☆BEST 本田美奈子』（ゴールデン☆ベスト ほんだみなこ）は、本田美奈子のベスト・アルバム。発売日は2003年6月25日。発売元は東芝EMI（現・ユニバーサルミュージック）。規格品番：TOCT-10912。

## 解説
各レコード会社から発売されているゴールデン☆ベストシリーズの中の1枚で、1985年にデビューをした歌手・本田美奈子の非公式廉価版ベスト・アルバム。
ロックバンド "MINAKO WITH WILD CATS" 名義でリリースされた作品を含め、歌手デビュー・シングル「殺意のバカンス」（1985年4月20日）から「7th Bird "愛に恋"」（1989年10月11日）まで、17枚の全シングルA面曲が収録されている。
東芝時代最後のシングル「SHANGRI-LA」は未収録。
「STAND UP（Full Metal Armor）」はシングルバージョン（本作のみ収録）。
ボーナス・トラックとして、企画盤シングル・レコードとしてリリースされた「青い週末」（1985年8月31日）のB面「モーニング 美奈子ール」（ボーカルなしでナレーションのみ）が収録された。
「CRAZY NIGHTS」（1987年4月22日）は「GOLDEN DAYS」と12インチの両A面シングルとして発表されたが、「GOLDEN DAYS」は本作品未収録。
『ゴールデン☆アイドル 本田美奈子』（2014年7月30日）と同様、1980年代の全シングルが発売順に収録されているため、アイドル的な活動をしていた頃からロック・バンド結成まで、シングルの軌跡を追って聴ける構成となっている。のちに、CDとDVDがセットになったベスト・アルバムも同じ東芝EMIから発売された。タイトルは『CD&DVD THE BEST 本田美奈子』（2005年12月7日）。

## 収録曲
1. 殺意のバカンス [4:04]
作詞：売野雅勇／作曲：筒美京平／編曲：中村哲
2. 好きと言いなさい [3:27]
作詞：売野雅勇／作曲：筒美京平／編曲：船山基紀
3. 青い週末 [4:08]
作詞：売野雅勇／作曲：筒美京平／編曲：船山基紀
4. Temptation（誘惑） [3:46]
作詞：松本隆／作曲：筒美京平／編曲：大谷和夫
5. 1986年のマリリン [3:59]
作詞：秋元康／作曲：筒美京平／編曲：新川博
6. Sosotte [3:29]
作詞：秋元康／作曲：筒美京平／編曲：鷺巣詩郎
7. HELP [4:06]
作詞：秋元康／作曲:筒美京平／編曲：大谷和夫
8. the Cross -愛の十字架- [5:01]
作詞：秋元康／作曲：ゲイリー・ムーア／編曲：ガイ・フレッチャー
9. Oneway Generation [4:28]
作詞：秋元康／作曲：筒美京平／編曲：大谷和夫
  - TBS系テレビドラマ『パパはニュースキャスター』主題歌
10. CRAZY NIGHTS [4:06]
作詞：秋元康／作曲・編曲：ブライアン・メイ
11. HEART BREAK [3:17]
作詞：湯川れい子／作曲：ジョン・ウィルソン（英語版）・ジョー・ジャクソン／編曲：ジョン・ウィルソン
12. 孤独なハリケーン [4:53]
作詞：小林和子／作曲：西木栄二／編曲：大村憲司
13. 悲しみSWING [3:26]
作詞：小林和子／作曲：西木栄二／編曲：大村憲司
14. あなたと、熱帯 [5:00]
作詞：松本隆／作曲：忌野清志郎／編曲：パラダイム・シフト
15. STAND UP（Full Metal Armor） [4:47]
作詞：松本隆／作曲：スコット・シーツ／編曲：パラダイム・シフト
16. 勝手にさせて [3:59]
作詞：ミッキー／作曲・編曲：スコット・シーツ
17. 7th Bird "愛に恋" [4:58]
作詞：秋元康／作曲：井上大輔／編曲：松下誠
18. モーニング 美奈子ール [3:54]
構成・コピー：松本伸次
  - ナレーション。シングル「青い週末」B面。
  - 表記にはないが、「インディアンの君の場合」カットバージョン。 「本田美奈子BOX」、「GOLDEN DAYS」、「ゴールデン☆アイドル 本田美奈子」では、フルサイズバージョンで収録。